# Галеновський Яків Андрійович
Яків Андрійович Галеновський (6 жовтня 1777, Прилуцький полк — 16 червня 1815, Санкт-Петербург) — військовий, державний службовець, письменник. Вихованець Києво-Могилянської академії.

## Біографія
Походив зі старовинного козацького роду. Син останнього прилуцького полкового писаря (в майбутньому надвірного радника) Андрія Федоровича Галинковського та його дружини Матрони Юріївни.
Вдома навчався з учителями, випускниками Києво-Могилянської академії, 1785—1787 — у Києво-Могилянській академії, потім у приватних пансіонах Прилук і Переяслава. Завершив освіту в Московському університетському шляхетському пансіоні.
Військову службу розпочав 1790 році у лейб-гвардійському кінному полку єфрейт-капралом (служба була фіктивною). З 15 квітня 1797 служив у кавалергардському ескадроні. 9 листопада 1797 з розформуванням ескадронів випущений естандарт-юнкером в кирасирський 2-й Катеринославський полк генерального-фельдмаршала М. І. Салтикова.
2 жовтня 1798 року за власним проханням звільнений з військової служби. Займав різні чиновницькі посади. У березні 1799 року зарахований у чині губернського реєстратора до Межової канцелярії. З 4 грудня 1800 року — колезький реєстратор Головної соляної контори. З серпня 1801 року мешкав у Санкт-Петербурзі, де працював у канцелярії головного директора пошт Д. Трощинського. Тоді ж став колезьким секретарем, а 1804 року — колезьким асесором. З 1805 року — письмоводитель канцелярії Державної ради, з 1808 — наглядач училищ Лузького повіту Санкт-Петербурзької губернії зі збереженням попередніх місць роботи. 1809 року дістав чин надвірного радника, 1811 року нагороджений орденом св. Володимира IV ст. З 1813 року — столоначальник Провіантського департаменту Військового міністерства.

## Творча діяльність
Літературну діяльність розпочав як шанувальник Л. Стерна та М. М. Карамзіна. 1797 року написав роман «Глафира, или Прекрасная валдайка» на взірець англійських сентиментальних романів, який повністю виданий не був. У збірці «Утренник прекрасного пола» (М., 1807) надрукував лише уривок з нього під назвою «Сидония, или Невинное вероломство». У романі «Часы задумчивости» (1799, ч. 1—2) детально описані переживання героя — «второго злополучного Вертера». Вирішальним для Галеновського виявилось зближення з «Дружнім літературним товариством», зокрема з П. Тургенєвим, В. А. Жуковським, О. Ф. Мерзляковим, А. С. Кайсаровим та ін. У березні 1801 виступив з «Одой… Александру I» (не видана). В Санкт-Петербурзі видавав журнал «Корифей, или Ключ литературы» (1802—1807), фактично енциклопедію з теорії літератури. Кожен випуск присвячувався окремому жанрові і мав ім'я відповідної музи. Журнал критично оцінював творчість М. М. Карамзіна, Я. Б. Княжніна, О. П. Сумарокова, М. М. Хераскова, проте з розумінням ставився до М. І. Новикова, Ф. Еміна, В. І. Майкова. У 1804 зблизився з Г. Р. Державіним, одружившись з його родичкою Марією Бастідон.
1813 року опублікував «Перевод первой Вергилиевой эклогии» та статтю «Рассмотрение Овидия», а 1814 року — віршований переклад з французької «Песни дифирамбической победоносному Александру на вшествие в Париж 19 марта 1814 г.».